# Rudolf Krčil
Rudolf Krčil (Trnovany, 1906. március 5. – 1981. április 3.) világbajnoki ezüstérmes csehszlovák válogatott labdarúgó.
A csehszlovák válogatott tagjaként részt vett az 1934-es világbajnokságon.

## Sikerei, díjai

### Játékosként
Slavia Praha
- Csehszlovák bajnok (3): 1933–34, 1934–35, 1936–37

Csehszlovákia
- Világbajnoki döntős (1): 1934